# Chaetodus ciliatus
Chaetodus ciliatus är en skalbaggsart som beskrevs av Preudhomme de Borre 1886. Chaetodus ciliatus ingår i släktet Chaetodus och familjen Hybosoridae. Inga underarter finns listade i Catalogue of Life.